# 劉裕 (清朝)
劉裕（？—？），直隸人，清朝官員。
劉裕於1729年（雍正7年）前往台灣擔任台灣府海防補盜同知，不久旋即接替王汧，於台灣擔任台灣府淡水補盜同知。台灣府淡水補盜同知又稱淡水同知，為台灣清治時期的重要地方官員，官職品等為正五品，專司負責北台灣內政，為駐守於淡水廳的地方父母官。因為當時淡水廳管轄區域約今台灣基隆至新竹，因此實為北台灣的實際統治者。